# Selandi
Selandi is een bestuurslaag in het regentschap Karo van de provincie Noord-Sumatra, Indonesië. Selandi telt 644 inwoners (volkstelling 2010).